# Den ortodokse kirke i Antiokia
Den ortodokse kirke i Antiokia tilhører de autokefale ortodokse kirker og er ansvarlig for Iran, Irak, Kuwait, Libanon, Saudi-Arabien og Syrien. Den ledes af et patriarkat samt synoden. Grundlæggere af den ortodokse kirke i Antiokia regnes for at være Apostlen Peter og Paulus.